# 鄭美美
鄭美美（：／ Jeong Mi Mi，1993年1月1日—），韓國女歌手、演員。曾為Jellyfish娛樂旗下女團gu9udan副唱、形象，組合解散後與公司解約離開Jellyfish娛樂，現以個人身份活動。

## 演藝經歷

### 出道前
2013年11月，美美以FNC練習生的身份參演tvN真人實境秀節目《清潭洞111》，展現FNC練習生生活，並在節目中演出FTIsland《Madly》MV。2015年5月，美美參演KBS金土連續劇《製作人的那些事》。

### gugudan活動生涯
2016年6月14日，Jellyfish娛樂公開美美將加入即將推出的女團gu9udan出道，公開首波成員HANA、娜英、美美個人概念照。6月28日，gugudan正式出道，發行首張迷你專輯《Act.1 The Little Mermaid》，主打歌為〈Wonderland〉。

### 組合解散
2020年12月30日，Jellyfish娛樂宣布gugudan將於12月31日終止活動並解散。2021年3月30日，美美在個人Instagram上表示，與公司合約已到期，正式離開Jellyfish娛樂。

## 个人生活
2023年7月，与前男团MBLAQ成员天動一起出演KBS综艺节目《第二个房子》时证实两人已恋爱4年，两人于2024年5月26日结婚。

## 音乐作品
- 2022年：单曲《Overcome》[7]

## 影视作品

### 电视剧
- 2015年：KBS《制作人》饰演 天空
- 2018年：wavve《我在路边捡了个艺人》饰演 智恩
- 2019年：MBC《偶然發現的一天》饰演 朴利珍
- 2021年：U+VR《Repeat - If Only》（리필 - If Only）饰演 金善在

### 电影
- 2023年：《男人最先女人最后》[8]

## 外部連結
- 鄭美美的Instagram帳戶
- YouTube上的鄭美美頻道